# مارکوس والریوس مسالا آپیانوس
مارکوس والریوس مسالا آپیانوس (انگلیسی: Marcus Valerius Messalla Appianus; ۱ ژانویهٔ ۰۰۴۵ – ۱ ژانویهٔ ۰۰۱۲) اهل روم باستان سیاستمدار، و عضو سنای روم در طی حکمرانی آگوستوس و همچنین کنسول روم در ۱۲ پیش از میلاد یود.